# Harpacticus arcticus
Espèce
Harpacticus arcticus est une espèce de Crustacé copépode de la famille des Harpacticidés.